# 어니봇
어니봇(Ernie Bot, 중국어: 文心一言, 원신이옌, 문심일언, 전체 이름: Enhanced Representation through Knowledge Integration)은 2023년 출시된 바이두의 AI 챗봇 서비스 제품이다. ERNIE라는 대형 언어 모델을 기반으로 구축되었다. 최신 버전인 ERNIE 4.0이 2023년 10월 17일에 발표되었다.

## 같이 보기
- 챗GPT
- 제미니 (챗봇)